# Varapodio
Varapodio (tiếng Hy Lạp: Varapodion) là một comune (municipality) in the tỉnh Reggio Calabria trong vùng Calabria, Ý, có cự ly khoảng 80 km về phía tây nam của Catanzaro và khoảng 35 km về phía đông bắc của Reggio Calabria. Tại thời điểm ngày 31 tháng 12 năm 2004, đô thị này có dân số 2.279 người và diện tích là 29,0 km².
Varapodio giáp các đô thị: Ciminà, Molochio, Oppido Mamertina, Platì, Taurianova, Terranova Sappo Minulio.
Nhiều người di cư từ Varapodio sinh sống ở Úc, chủ yếu ở Melbourne, Sydney, Cobram và Swan Hill. Ngoài ra, họ còn ở Mỹ và Canada.